# Historia doktora Jana Fausta, szeroko okrzyczanego czarnoksiężnika i maga

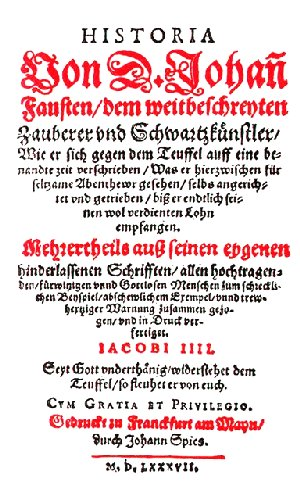
Okładka Historii doktora Jana Fausta w wydaniu Johanna Spiesa w 1587

Historia doktora Jana Fausta, szeroko okrzyczanego czarnoksiężnika i maga – dzieło nieznanego teologa protestanckiego wydane w 1587 roku przez Johanna Spiessa, drukarza z Frankfurtu nad Menem. Publikacja ta była jednym z największych bestsellerów wydawniczych drugiej połowy XVI wieku. Po niemal natychmiastowym wyprzedaniu pierwszego wydania wydrukowano kolejne; łącznie do końca 1588 roku ukazało się 8 wydań. Dzieło zostało również przetłumaczone język angielski i stało się podstawą dramatu Christophera Marlowe’a pt. Tragical History of D. Faustus (1604). Ukazał się ponadto przekład duński, dolnoniemiecki, francuski, holenderski, czeski (1611). Polskie tłumaczenie ukazało się dopiero w 1875 roku.
Autor dzieła traktował je jako narzędzie do walki z katolicyzmem i usiłował ostrzec czytelników, na przykładzie katolickiego czarnoksiężnika Jana Fausta przez karą wiecznego potępienia jaka ma spaść na tych, którzy tkwią w wierze katolickiej i oddają się mrzonkom o poznaniu świata.
Klasyczny tekst z pierwszego wydania zawiera jedną wzmiankę o Polsce:

Doktor Faustus o północy jadąc zobaczył jeszcze inne miasto i zniżył się ku niemu, był to Kraków, stolica Polski. Jest tu piękna i uczona szkoła. Miasto to jest siedzibą królewską w Polsce. A otrzymało imię swoje od księcia polskiego zwanego Craco. Miasto to jest otoczone wysokimi wieżami, a także murami i fosami. W niektórych z tych fos pływają ryby. Posiada siedem bram, sporo wielkich, pięknych świątyń. W tamtych okolicach znajduje się także wielka, potężna skała i góra, na którą to doktor Faustus opuścił się, jedna z nich jest tak wysoka, że uważa się, iż niebo podtrzymuje! Chciał doktor Faustus także i w nieście się rozejrzeć, nie wjechał wszakże do niego, lecz jedynie niespostrzeżony je okrążył

W innym wydaniu (również z 1587) znajduje się fragment, na podstawie którego niektórzy uczeni (m.in. Karol Estreicher i Roman Bugaj) wyrażali opinię, że doktor Faust studiował w Krakowie:

Udał się zatem do Krakowa w Polsce, do słynnej przed laty z czarnoksięstwa akademii i znalazł tamże jemu podobnych, którzy pojawili się tam, aby poznać chaldejskie, perskie, arabskie i greckie słowa, liczby, znaki, zaklęcia